# Gadesco-Pieve Delmona
Gadesco-Pieve Delmona (Gadésch-Piéef Delmoùna in dialetto cremonese) è un comune italiano di 1 887 abitanti della provincia di Cremona in Lombardia.
Si tratta di un comune sparso, derivato dall'unione dei comuni di Gadesco e Pieve Delmona nel 1929. Il municipio ha sede nella frazione Cà de' Mari, ove sono ubicate le scuole elementari, il cimitero, una palestra e un parco.

## Storia

### Simboli
Lo stemma comunale è stato concesso con regio decreto del 20 gennaio 1938.
(R.D. 20 gennaio 1938)
Il gonfalone, concesso con D.P.R. del 24 novembre 2008, è un drappo di bianco con la bordatura di rosso.

## Società

### Evoluzione demografica
Abitanti censiti

## Cultura

### Eventi
A Gadesco si celebra la sagra di San Luigi Gonzaga la seconda domenica di settembre, a Pieve Delmona le sagre di San Lucio la seconda domenica di luglio e di San Rocco il 15 e 16 agosto, a San Marino la festa della Madonna della Cintura o della Consolazione, fino al 2007 l'ultima domenica di agosto quando questo ne aveva 5 altrimenti la prima di settembre; dal 2008 l'ultima domenica di agosto; la festa di San Marino tradizionalmente celebrata il lunedì dopo la sagra dal 2008 si celebra la prima domenica di settembre, unita alla festa dell'oratorio.

## Geografia antropica
Le frazioni sono:
- Ardole San Marino
- Gadesco
- Pieve Delmona
- San Pietro
- Ca' de' Mari
- Cà de' Quinzani

Ardole San Marino ha avuto un grosso sviluppo demografico a partire dagli anni '80, anche grazie alla realizzazione in quel periodo di un grande centro commerciale (dapprima costituito solo da un supermercato, in seguito ipermercato che può ora contare su una sessantina di esercizi commerciali) e grazie alla vicinanza alla città di Cremona e al suo svincolo autostradale sulla A21.
In tutte le frazioni è presente una chiesa (che in alcuni casi rappresenta un vero gioiello culturale) e una piazza.
Il territorio comunale è diviso in tre parrocchie, unificate nell'ottobre 2003: la parrocchia dei Santi Gervasio e Protasio a Gadesco, la parrocchia dei Santi Pietro e Paolo a Pieve Delmona e la parrocchia di San Marino diacono ad Ardole San Marino. 

## Economia
Il paese, dall'economia prettamente agricola (produzione di latte, mais, soia, carne bovina, orzo e frumento), negli ultimi anni ha visto svilupparsi anche un'area industriale di buon livello. 
Queste imprese sono attive in vari settori:
- agro-alimentare: una multinazionale di sementi agricole, un’altra del settore confezionamento alimentare, una filiale di gastronomia etnica cinese ed un panificio industriale.
- meccanica: una ditta di produzione caldaie, altre di meccanotronica ed una concessionaria di camion
- nuove realtà: impresa digitale per raccolta dati, motel day use, fabbriche con nuove tecnologie.

Di rilevanza sono le due minicentrali energetiche a biogas sfruttanti i liquami dell'allevamento bovino e le biomasse locali, l'energia prodotta può soddisfare il consumo di 400 famiglie (il 50% circa della popolazione comunale).